# Résultats des élections à Candes-Saint-Martin
Cet article dresse la liste des résultats des élections à Candes-Saint-Martin, en Indre-et-Loire (France) depuis 2000.
| Élections présidentielles, résultats des deuxièmes tours.                                                                      | Élections présidentielles, résultats des deuxièmes tours. | Élections présidentielles, résultats des deuxièmes tours. | Élections présidentielles, résultats des deuxièmes tours. | Élections présidentielles, résultats des deuxièmes tours. | Élections présidentielles, résultats des deuxièmes tours. | Élections présidentielles, résultats des deuxièmes tours. | Élections présidentielles, résultats des deuxièmes tours. |
| Année | Élu                                                       | Élu                                                       | Élu                                                       | Battu                                                     | Battu                                                     | Battu                                                     | Participation                                             |
| --- | --------------------------------------------------------- | --------------------------------------------------------- | --------------------------------------------------------- | --------------------------------------------------------- | --------------------------------------------------------- | --------------------------------------------------------- | --------------------------------------------------------- |
| 2002 | 81,44 %                                                   | Jacques Chirac                                            | RPR                                                       | 18,56 %                                                   | Jean-Marie Le Pen                                         | FN                                                        | 87,82 %                                                   |
| 2007 | 53,70 %                                                   | Nicolas Sarkozy                                           | UMP                                                       | 46,30 %                                                   | Ségolène Royal                                            | PS                                                        | 89,30 %                                                   |
| 2012 | 49,71 %                                                   | François Hollande                                         | PS                                                        | 50,29 %                                                   | Nicolas Sarkozy                                           | UMP                                                       | 87,79 %                                                   |
| 2017 | %                                                         | Emmanuel Macron                                           | EM                                                        | %                                                         | Marine Le Pen                                             | FN                                                        | %                                                         |
| 2022 | %                                                         | Emmanuel Macron                                           | LREM                                                      | %                                                         | Marine Le Pen                                             | RN                                                        | %                                                         |
| Élections législatives, résultats des deux meilleurs scores du dernier tour de scrutin.                                        |                                                           |                                                           |                                                           |                                                           |                                                           |                                                           |                                                           |
| Année | Élu                                                       | Élu                                                       | Élu                                                       | Battu                                                     | Battu                                                     | Battu                                                     | Participation                                             |
| Résultats des élections à Candes-Saint-Martin est répartie sur plusieurs circonscriptions, cf. les résultats des .             |                                                           |                                                           |                                                           |                                                           |                                                           |                                                           |                                                           |
| Avant 2010, Résultats des élections à Candes-Saint-Martin est répartie sur plusieurs circonscriptions, cf. les résultats des . |                                                           |                                                           |                                                           |                                                           |                                                           |                                                           |                                                           |
| 2002 | 47,24 %                                                   | Philippe Le Breton                                        | PS                                                        | 52,76 %                                                   | Hervé Novelli                                             | UMP                                                       | 67,01 %                                                   |
| 2007 | 64,80 %                                                   | Hervé Novelli                                             | UMP                                                       | 35,20 %                                                   | Philippe Le Breton                                        | PS                                                        | 68,62 %                                                   |
| Après 2010, Résultats des élections à Candes-Saint-Martin est répartie sur plusieurs circonscriptions, cf. les résultats de .  |                                                           |                                                           |                                                           |                                                           |                                                           |                                                           |                                                           |
| 2012 | 41,43 %                                                   | Laurent Baumel                                            | SOC                                                       | 58,57 %                                                   | Hervé Novelli                                             | UMP                                                       | 66,51 %                                                   |
| 2017 | %                                                         |                                                           |                                                           | %                                                         |                                                           |                                                           | %                                                         |
| 2022 | %                                                         |                                                           |                                                           | %                                                         |                                                           |                                                           | %                                                         |
| 2024 | %                                                         |                                                           |                                                           | %                                                         |                                                           |                                                           | %                                                         |
| Élections européennes, résultats des deux meilleurs scores.                                                                    |                                                           |                                                           |                                                           |                                                           |                                                           |                                                           |                                                           |
| Année | Liste 1re                                                 | Liste 1re                                                 | Liste 1re                                                 | Liste 2e                                                  | Liste 2e                                                  | Liste 2e                                                  | Participation                                             |
| 2004 | 20,19 %                                                   | Brice Hortefeux élu au premier tour                       | LUMP                                                      | 31,73 %                                                   | Catherine Guy-Quint                                       | LPS                                                       | 58,56 %                                                   |
| 2009 | 34,91 %                                                   | Jean-Pierre Audy élu au premier tour                      | LMAJ                                                      | 16,98 %                                                   | Jean-Paul Besset                                          | LVEC                                                      | 53,17 %                                                   |
| 2014 | 22,61 %                                                   | Bernard Monot élu au premier tour                         | LFN                                                       | 25,22 %                                                   | Brice Hortefeux                                           | LUMP                                                      | 58,37 %                                                   |
| 2019 | %                                                         |                                                           |                                                           | %                                                         |                                                           |                                                           | %                                                         |
| 2024 | %                                                         |                                                           |                                                           | %                                                         |                                                           |                                                           | %                                                         |
| Élections régionales, résultats des deux meilleurs scores.                                                                     |                                                           |                                                           |                                                           |                                                           |                                                           |                                                           |                                                           |
| Année | Liste 1re                                                 | Liste 1re                                                 | Liste 1re                                                 | Liste 2e                                                  | Liste 2e                                                  | Liste 2e                                                  | Participation                                             |
| 2004 | 49,19 %                                                   | Michel Sapin                                              | LGA                                                       | 37,90 %                                                   | Serge Vinçon                                              | LDR                                                       | 72,47 %                                                   |
| 2010 | 40,95 %                                                   | François Bonneau                                          | LUG                                                       | 47,62 %                                                   | Hervé Novelli                                             | LMAJ                                                      | 54,77 %                                                   |
| 2015 | 31,20 %                                                   | François Bonneau                                          | LUG                                                       | 45,60 %                                                   | Philippe Vigier                                           | LUD                                                       | 63,41 %                                                   |
| 2021 | %                                                         |                                                           |                                                           | %                                                         |                                                           |                                                           | %                                                         |
| Élections cantonales, résultats des deux meilleurs scores du dernier tour de scrutin.                                          |                                                           |                                                           |                                                           |                                                           |                                                           |                                                           |                                                           |
| Année | Élu                                                       | Élu                                                       | Élu                                                       | Battu                                                     | Battu                                                     | Battu                                                     | Participation                                             |
| Résultats des élections à Candes-Saint-Martin est répartie sur plusieurs cantons, cf. les résultats de ceux de .               |                                                           |                                                           |                                                           |                                                           |                                                           |                                                           |                                                           |
| 2001 | %                                                         |                                                           |                                                           | %                                                         |                                                           |                                                           | %                                                         |
| 2004 | %                                                         |                                                           |                                                           | %                                                         |                                                           |                                                           | %                                                         |
| 2008 | 39,31 %                                                   | Christiane Rigaux                                         | SOC                                                       | 60,69 %                                                   | Pierre Hervoil                                            | UMP                                                       | 72,91 %                                                   |
| 2011 | %                                                         |                                                           |                                                           | %                                                         |                                                           |                                                           | %                                                         |
| Élections départementales, résultats des deux meilleurs scores du dernier tour de scrutin.                                     |                                                           |                                                           |                                                           |                                                           |                                                           |                                                           |                                                           |
| Année | Élus                                                      | Élus                                                      | Élus                                                      | Battus                                                    | Battus                                                    | Battus                                                    | Participation                                             |
| Résultats des élections à Candes-Saint-Martin est répartie sur plusieurs cantons, cf. les résultats de ceux de .               |                                                           |                                                           |                                                           |                                                           |                                                           |                                                           |                                                           |
| 2015 | %                                                         |                                                           |                                                           | %                                                         |                                                           |                                                           | %                                                         |
| 2021 | %                                                         |                                                           |                                                           | %                                                         |                                                           |                                                           | %                                                         |
| Référendums. |                                                           |                                                           |                                                           |                                                           |                                                           |                                                           |                                                           |
| Année | Oui (national)                                            | Oui (national)                                            | Oui (national)                                            | Non (national)                                            | Non (national)                                            | Non (national)                                            | Participation                                             |
| 1992 | 48,92 % (51,04 %)                                         | 48,92 % (51,04 %)                                         | 48,92 % (51,04 %)                                         | 51,08 % (48,96 %)                                         | 51,08 % (48,96 %)                                         | 51,08 % (48,96 %)                                         | 68,93 %                                                   |
| 2000 | 66,10 % (73,21 %)                                         | 66,10 % (73,21 %)                                         | 66,10 % (73,21 %)                                         | 33,90 % (26,79 %)                                         | 33,90 % (26,79 %)                                         | 33,90 % (26,79 %)                                         | 39,41 %                                                   |
| 2005 | 48,44 % (45,33 %)                                         | 48,44 % (45,33 %)                                         | 48,44 % (45,33 %)                                         | 51,56 % (54,67 %)                                         | 51,56 % (54,67 %)                                         | 51,56 % (54,67 %)                                         | 70,79 %                                                   |